# Аренфиёль
Аренфиёль (нем. Ahrenviöl) — община в Германии, земля Шлезвиг-Гольштейн, район Северная Фрисландия.
Входит в состав района Северная Фризия. Подчиняется управлению Фиёль. Население составляет 496 человек (на 31 декабря 2010 года). Занимает площадь 10,11 км².
Официальным языком в населённом пункте, помимо немецкого, является севернофризский.